# Takatsukasa Morohira

Takatsukasa Morohira (鷹司師平, [[[1311]]-1353] Erro: {{japonês}}: texto da transliteração contém caractere não latino (pos 17) (ajuda)) foi um nobre do período Nanboku-chō da história do Japão.

## Vida
Morohira foi o filho de Takatsukasa Fuyuhira e após a morte de seu pai foi adotado pelo seu irmão Takatsukasa Fuyunori. Foi líder do ramo Takatsukasa do clã Fujiwara.
Em 1327 foi nomeado vice-governador da província de Harima, e em 1328 ao posto de Chūnagon. Em 1334 com a Restauração Kenmu, fez parte da guarda pessoal do Príncipe Tsunenaga até 1336.
Após a queda da Restauração Kenmu e a divisão das Cortes em 1336, Morohira jurou fidelidade a  Corte do Norte (北朝, Hokuchō). Em 1337 ele foi nomeado Naidaijin e em 1340 ascendeu a Udaijin (até 1343). Em 1342 ele foi nomeado  Kanpaku do Imperador Kōmyō da Corte do Norte (até 1346) e foi nomeado líder do clã Fujiwara.
Em 1353 abandonou sua vida na corte e se tornou um monge budista até sua morte neste mesmo ano. Takatsukasa Fuyumichi foi seu filho.
| Precedido por Takatsukasa Fuyunori | -- 6º Líder dos Takatsukasa Fujiwara (1337 -1353) | Sucedido por Takatsukasa Fuyumichi |
| Precedido por Kujō Michinori       | Kanpaku (1342 - 1346)                             | Sucedido por Nijō Yoshimoto        |
| Precedido por Kujō Michinori       | 130º Udaijin (1340 - 1343)                        | Sucedido por Nijō Yoshimoto        |
| Precedido por Ichijō Tsunemichi    | 113º Naidaijin (1337 - 1340)                      | Sucedido por Horikawa Tomochika    |